# Stretto di Jacques Cartier
Lo stretto di Jacques Cartier (in inglese Jacques Cartier Strait; in francese Détroit de Jacques-Cartier) è uno stretto situato nella parte orientale della provincia canadese del Québec, tra l'Isola d'Anticosti e la Penisola del Labrador.

## Caratteristiche
Lo stretto ha una larghezza di circa 35 km nel suo punto di minor ampiezza. È uno dei due sbocchi del fiume San Lorenzo nel suo estuario, che è rappresentato dal Golfo di San Lorenzo. L'altro sbocco è lo stretto di Honguedo sulla costa meridionale dell'isola d'Anticosti.

## Etimologia
Lo stretto è stato ufficialmente intitolato all'esploratore francese Jacques Cartier nel 1934 dal Geographic Board del Quebec per commemorare il 400º anniversario dell'arrivo di Jacques Cartier nel Nord America. Prima di allora lo stretto era conosciuto come Détroit Saint-Pierre (denominazione introdotta dallo stesso Cartier il 1 agosto 1534, giorno di San Pietro), o come Labrador Channel (fino al 1815) e come Mingan Passage.